# Strange Serenade
Strange Serenade ist ein Jazzalbum von Andrew Hill. Die am 13. und 14. Juni 1980 im Barigozzi Studio, Mailand, entstandenen Aufnahmen erschienen am 31. Dezember 1980 auf Soul Note.

## Hintergrund
Nachdem sein Vertrag bei Blue Note Records ausgelaufen war, spielte der Pianist Andrew Hill in den 1970er-Jahren weitere Alben für die Label SteepleChase (Invitation), Arista/Freedom (Spiral) und das japanische Label East Wind (Nefertiti) ein. Mit dem Trioalbum Strange Serenade begann Hill seine Zusammenarbeit mit dem italienischen Impressario Giovanni Bonandrini.  Für dessen Soul-Note-Label nahm er Strange Serenade mit dem Bassisten Alan Silva und dem Schlagzeuger Freddie Waits auf. Während der Studiosessions in Mailand entstand auch Hills Soloalbum Faces of Hope für Soul Note.

## Titelliste
- Andrew Hill: Strange Serenade (Soul Note SN 1013)[1]

1. Mist Flower 15:26
2. Strange Serenade (Laverne Hill) 7:03
3. Reunion 8:50
4. Andrew 10:40

Wenn nicht anders vermerkt, stammen die Kompositionen von Andrew Hill.

## Rezeption
Nach Ansicht von Richard Cook und Brian Morton, die das Album mit drei Sternen bewerteten, sind Silva und Waits ideale Partner in einer Musik, die in ihrer harmonischen Sprache nicht so sehr Moll ist, sondern überaus mehrdeutig. Hill scheine gelegentlich Ideen zu erforschen, die auf Bud Powell zurückgeführt werden können – nicht die reine Bebop-Sprache, sondern eher impressionistische Dinge. Es gebe seltsame kleine gebrochene Triolen und Phrasen mit großen Intervallen, die direkt aus Bud Powells letzten Aufnahmen zu stammen scheinen.
Ron Wynn verlieh dem Album in Allmusic lediglich drei Sterne, meinte aber: „Hill betritt die 80er-[Jahre] mit einem mitreißenden Trio-Kommentar.“
Nach Ansicht von Ethan Iverson, der das Album (zusammen mit Shades von 1987) in seinem Blog Do the Math rezensierte, steht der großartige Andrew Hill immer für Musik mit komplexen Arrangements und einstudierten Bläserparts, aber die beiden Soul-Note-Sessions aus seiner mittleren Periode würden zeigen, wie Hill wirklich bizarre und dennoch charismatische Musik unter reduzierten Umständen machen konnte. Während Shades der Swinger sei, ist Strange Serenade „das total Schräge“.